# タイソン県
座標: 北緯13度54分41秒 東経108度55分24秒 / 北緯13.91139度 東経108.92333度
タイソン県（タイソンけん、ベトナム語：Huyện Tây Sơn / 縣西山）は、ベトナム南中部ビンディン省の行政区。

## 地理
ビンディン省の省都クイニョンの西北約40km、コーン川中流域に位置し、西はザライ省に接する。

## 歴史
かつてはチャンパ王国の領域であり、当時の塔建築が遺跡として残っている。
1771年、この地の出身である阮岳・阮侶・阮恵の西山三兄弟が蜂起して西山（タイソン）朝を興し、同じくこの地出身の阮文雪、裴氏春、武廷秀、李文宝、裴氏雁らが西山朝の重臣の地位を占めた。
西山朝を滅ぼした阮朝の時代には西山朝の故地であること、南ベトナムの時代にかけては社会の下層からの反乱が起きた地であることを警戒され、西山（タイソン）から綵遠（トゥイヴィエン）、後に平渓（ビンケー）へと改称させられていた。「タイソン」の名を取り戻したのは、階級闘争を是とする労働党政府がベトナムを統一した1975年のことであった。

## 史跡

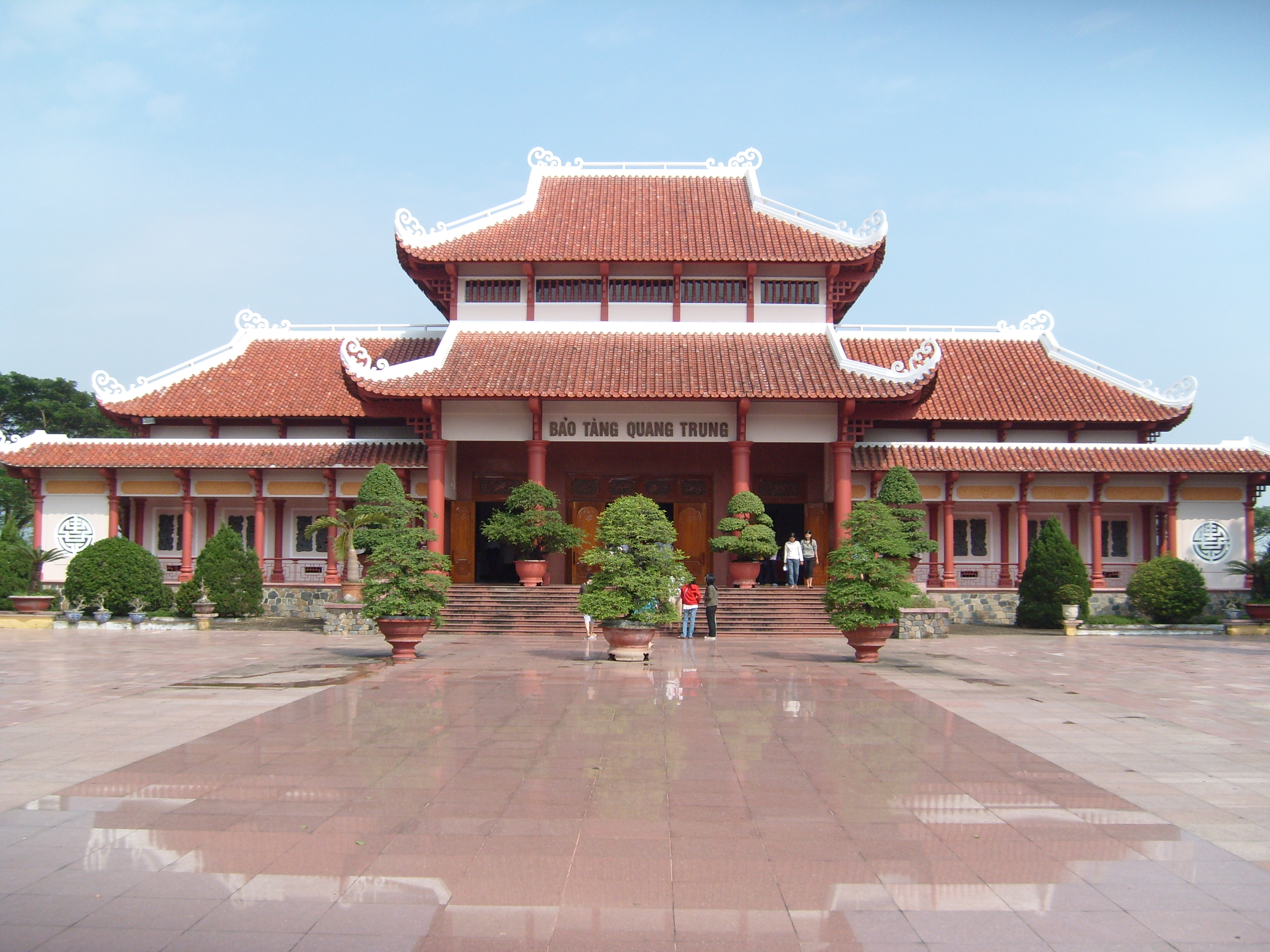
クアン・チュン博物館（フーフォン）

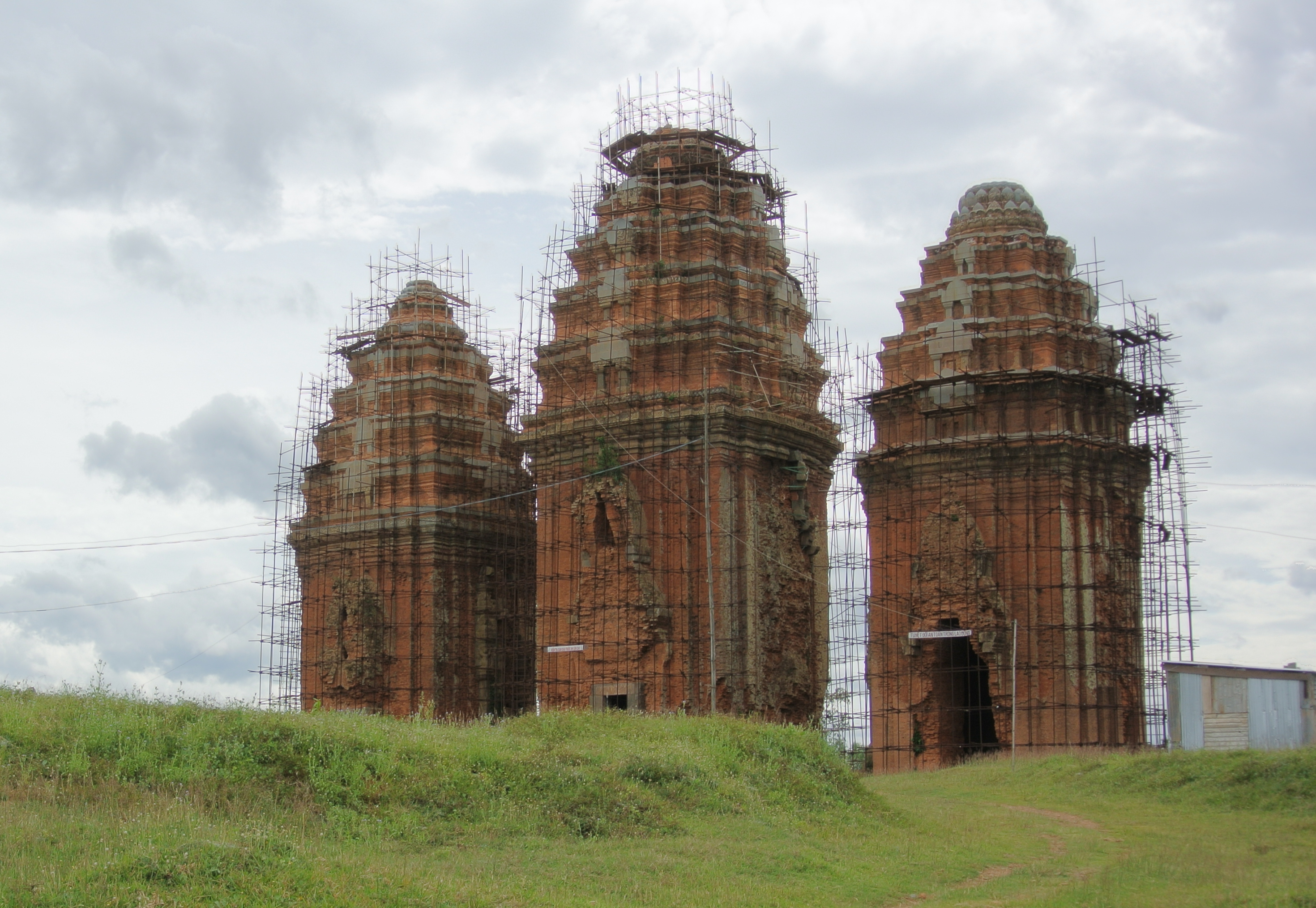
ドゥオンロン塔（タイビン）

- クアン・チュン博物館（Bảo tàng Quang Trung） - 阮恵の帝号（光中皇帝）を冠した、西山朝に関する博物館。
- ズオンロン塔（ベトナム語版） - ビンディン遺跡群の一つで、12世紀に建造されたチャンパ王国の建築物。2013年現在修復中。なお、別称の「象牙の塔（フランス語: Tour d'Ivoire）」はフランス人がつけたものであり、Dương Longに「象牙」という意味はない。

## 交通
※いずれも中心部から

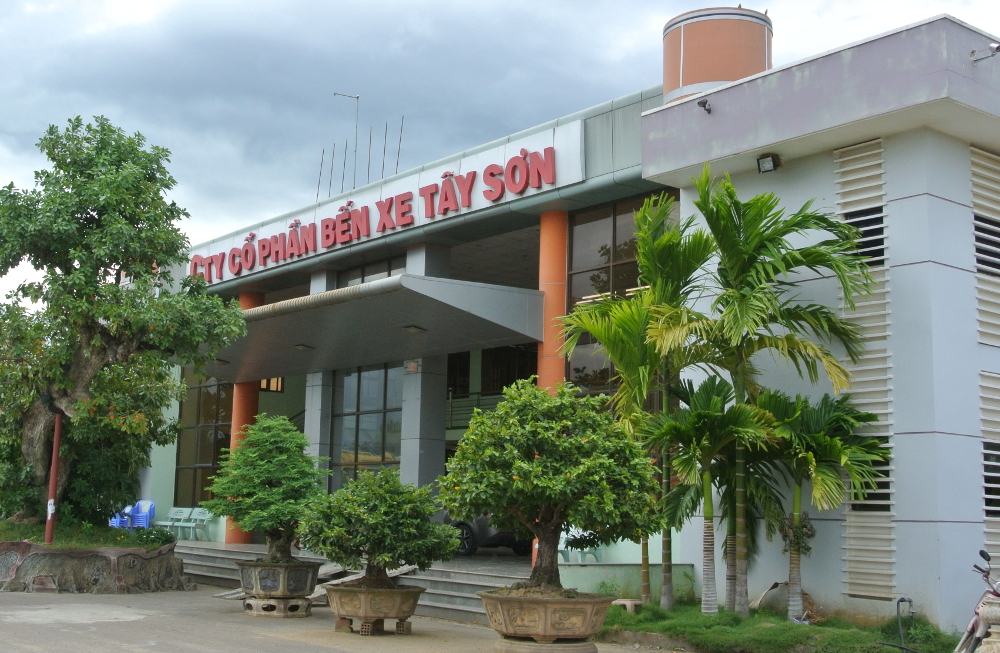
タイソンバスターミナル（タイスアン）

- フーカット空港まで約20km（省道636号線）。
- クイニョン市街まで約40km（国道19号線（英語版））。
- 南北線ビンディン駅まで約15km（省道636B号線）。
- プレイクとクイニョンの中継地点でもあるバスターミナル（中心部の東約500m）。

- コーン川には行政が管理する橋のほか、住民が自主管理する有料の竹橋も掛かっている。

## 行政区分
タイソン県は以下の行政単位に区分される。
- 市鎮（英語版）

|  | - フーフォン（Phú Phong / 富豐） - タイソン県の行政庁が置かれている。 |

- 社（英語版）

|  | - ビンタイン（Bình Thành / 平城） - ビンギー（Bình Nghi / 平宜） - ビントゥオン（Bình Tường / 平祥） - ビンタン（Bình Tân / 平新） - ビンホア（Bình Hoà / 平和） - ビントゥアン（Bình Thuận / 平順） - タイアン（Tây An / 西安） |  | - タイヴィン（Tây Vinh / 西榮） - タイビン（Tây Bình / 西平） - タイスアン（Tây Xuân / 西春） - タイフー（Tây Phú / 西富） - タイザン（Tây Giang / 西江） - タイトゥアン（Tây Thuận / 西順） - ヴィンアン（Vĩnh An / 永安） |

## 関連人物
- グエン・シン・サック - 平渓県時代に知県を務めた。